# برف آباد سفلي (مقاطعة إسلام آباد غرب)
برف‌آباد سفلي (بالفارسية: برف‌آباد سفلی) هي قرية تقع في قسم حومة الجنوبي الريفي (مقاطعة إسلام آباد غرب) في إيران. يقدر عدد سكانها بـ 101 نسمة .